# Wadźrabhajrawa

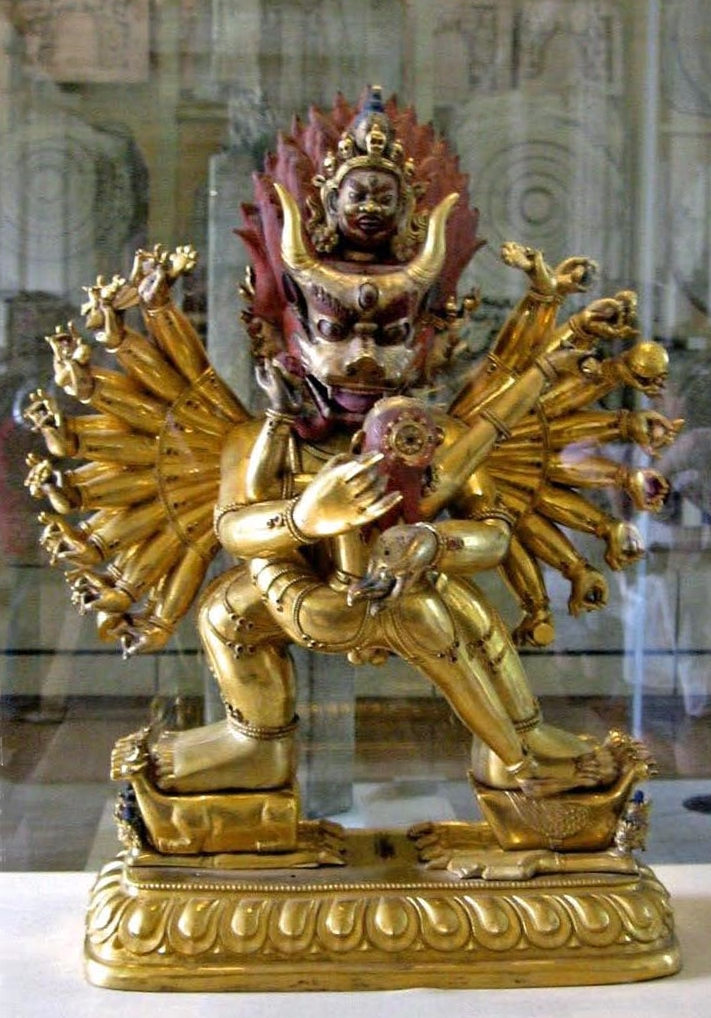
Posążek przedstawiający jidama Wadżrabhajrawa, British Museum

Wadżrabhajrawa (skt. यमान्तक  Wadżra-przerażliwy, tybetański གཤིན་རྗེ་གཤེད་ Dzordże Shinjeshe, Transliteracja Wyliego: rDorje Gshin-rje-gshed), inna nazwa Jamantaka – gniewna forma Buddy należąca do nauk tantr Jogi Najwyższej buddyzmu tybetańskiego zwanych z sanskrytu jako Maha Anuttara Joga Tantra. 
Wadżrabhajrawa inaczej nazywany jest jako Jamantaka (skt. Niszczyciel nad Śmiercią). Jest najbardziej gniewnym aspektem Buddy Mądrości Mandziuśri, jednak wygląd bóstw takich jak Wadżrabhajrawa należy przede wszystkim rozumieć symbolicznie, jako ekspresję nauk o "pustości, Naturze Buddy i postawie Bodhicitta oraz pod względem użyteczności dla praktyki buddyjskiej. 
Tantra związana z tą formą medytacyjną jidam jest bardzo ceniona ze względu na właściwości i metody ochraniające przed przeszkodami na ścieżce duchowej oraz na bardzo szeroki zakres technik medytacyjnych, takich jak ćwiczenia tsalung, tummo czy "wadżra-recytacji". Tantra Wadżrabhajrawy pierwotnie nauczana była przez Buddę, wraz z innymi tantrami takimi jak Kalaczakra, potem za sprawą Mahasiddhy Lalita Wadżra przeniesiona została do Indii. Tybetański siddha Tsongkhapa pod wpływem nauk przyjętych od Mandziuśri rozszerzył praktykę Jamantaki tak, że stała się ona jednym z głównych systemów medytacyjnych w szkole Gelug. Jamantaka praktykowana jest również w szkole Sakja oraz w niektórych podszkołach Kagju, a w szkole Nyingma istnieje również, ale w odmiennej formie i w innej linii przekazu.

## Literatura
- Jefrey Hopkins, Lati Rinpocze, Śmierć, stan pośredni i odrodzenie w buddyzmie tybetańskim, Wydawnictwo A, 1999